# Мацукас, Мелина
Мелина Мацукас (англ. Melina Matsoukas; род. 14 января 1981) — американский режиссёр музыкальных видеоклипов и рекламных роликов. Двукратная обладательница «Грэмми» за видеоклипы «We Found Love» Рианны и «Formation» Бейонсе.

## Жизнь и карьера
Мацукас имеет греческие, еврейские, ямайские и кубинские корни. Её имя и фамилия являются греческими: Μελίνα Ματσούκα. Мацукас является выпускницей Американского института киноискусства (МИД в кинематографе) и школы нью-йоркского университета Tisch School of the Arts.
Мацукас начинала в Black Dog Film, затем работала в ныне не существующей кинокомпании Gorilla Flix, и в настоящее время является директором компании Prettybird, с которой она в 2011 году подписала контракт.

## Видеография

### Музыкальные видеоклипы
2006
- «Dem Girls» — Red Handed feat. Пол Уолл & Scooby
- «Go 'Head'» — Ali & Gripp feat. Chocolate Tai
- «Need a Boss» — Shareefa feat. Ludacris
- «Cry No More» — Shareefa
- «Hey Hey» — 216
- «Money Maker» — Ludacris feat. Фаррелл
- «Dangerous» — Ying Yang Twins feat. Wyclef Jean
- «Help!» — Ллойд Бэнкс feat. Кери Хилсон

2007
- «Because of You» — Ne-Yo
- «Green Light» — Бейонсе
- «Kitty Kat» (сорежиссёр Бейонсе Ноулз) — Бейонсе
- «Suga Mama» (сорежиссёр Бейонсе Ноулз) — Бейонсе
- «Upgrade U» (сорежиссёр Бейонсе Ноулз) — Бейонсе feat. Jay-Z
- «Tambourine» — Ив feat. Swizz Beatz
- «Do You» — Ne-Yo
- «Give It to You» — Ив feat. Шон Пол
- «Bleeding Love» — Леона Льюис (UK version)
- «Hold It Don’t Drop It» — Дженнифер Лопес
- «Sexual Eruption» — Snoop Dogg
- «How Do I Breathe» — Mario

2008
- «In My Arms» — Кайли Миноуг
- «Wow» — Кайли Миноуг
- «Modern World» — Анук
- «Closer» — Ne-Yo
- «I Decided» — Соланж
- «Just Dance» — Леди Гага feat. Колби О Донис
- «Energy» — Кери Хилсон
- «Good Good» — Ашанти
- «Beautiful, Dirty, Rich» — Леди Гага
- «Go Girl» — Сиара feat. T-Pain
- «Return the Favor» — Кери Хилсон feat. Тимбалэнд
- «Diva» — Бейонсе
- «Thinking of You» — Кэти Перри

2009
- «I Will Be» — Леона Льюис
- «So Good» — Electrik Red
- «No Fair» — Лили Аллен
- «Sweet Dreams» (I Am... Tour interlude video) — Бейонсе
- «Touch My Hand» — Дэвид Арчулета
- «Work» — Сиара feat. Мисси Эллиотт
- «I Look to You» — Уитни Хьюстон
- «Million Dollar Bill» — Уитни Хьюстон
- «Sex Therapy» — Робин Тик
- «Never Knew I Needed» — Ne-Yo
- «Hard» — Рианна feat. Young Jeezy

2010
- «Rude Boy» — Рианна
- «Put It in a Love Song» — Алиша Киз feat. Бейонсе
- «Why Don’t You Love Me» (сорежиссёр Бейонсе Ноулз) — Бейонсе
- «Rockstar 101» — Рианна feat. Слэш
- «Gimmie Dat» — Сиара

2011
- «S&M» (сорежиссёр Рианна) — Рианна
- «Move Your Body» — Бейонсе
- «I'm Into You» — Дженнифер Лопес feat. Лил Уэйн
- «We Found Love» — Рианна feat. Кельвин Харрис
- «You da One» — Рианна

2012
- «Your Body» — Кристина Агилера
- «Losing You» — Соланж
- «Looking Hot» — No Doubt
- «Keep You» — Wild Belle